# Ligustrum lucidum
La troana (Ligustrum lucidum) és una espècie arbòria perennifòlia d'ús ornamental originària del sud de la Xina, però que és considerada com una espècie invasora nociva a Nova Gal·les del Sud (Austràlia) i a Catalunya.

## Descripció
És l'espècie que pot arribar a ser la més alta del gènere Ligustrum, ja que ateny els 25 m d'alt. La seva capçada és arrodonida i la seva escorça és grisenca i clivellada. Les fulles són oposades, lanceolades, coriàcies, de color verd fosc i fan de 6 a 17 cm de llarg i de 3 a 8 cm d'ample. El fruit és una drupa similar a una oliva menuda d'uns 6 mm. S'usa com a planta ornamental. Amb el Ligustrum japonicum és plantada en jardineria urbana. Les drupes són utilitzades en la medicina tradicional xinesa. Floreix habitualment durant el mes de maig.

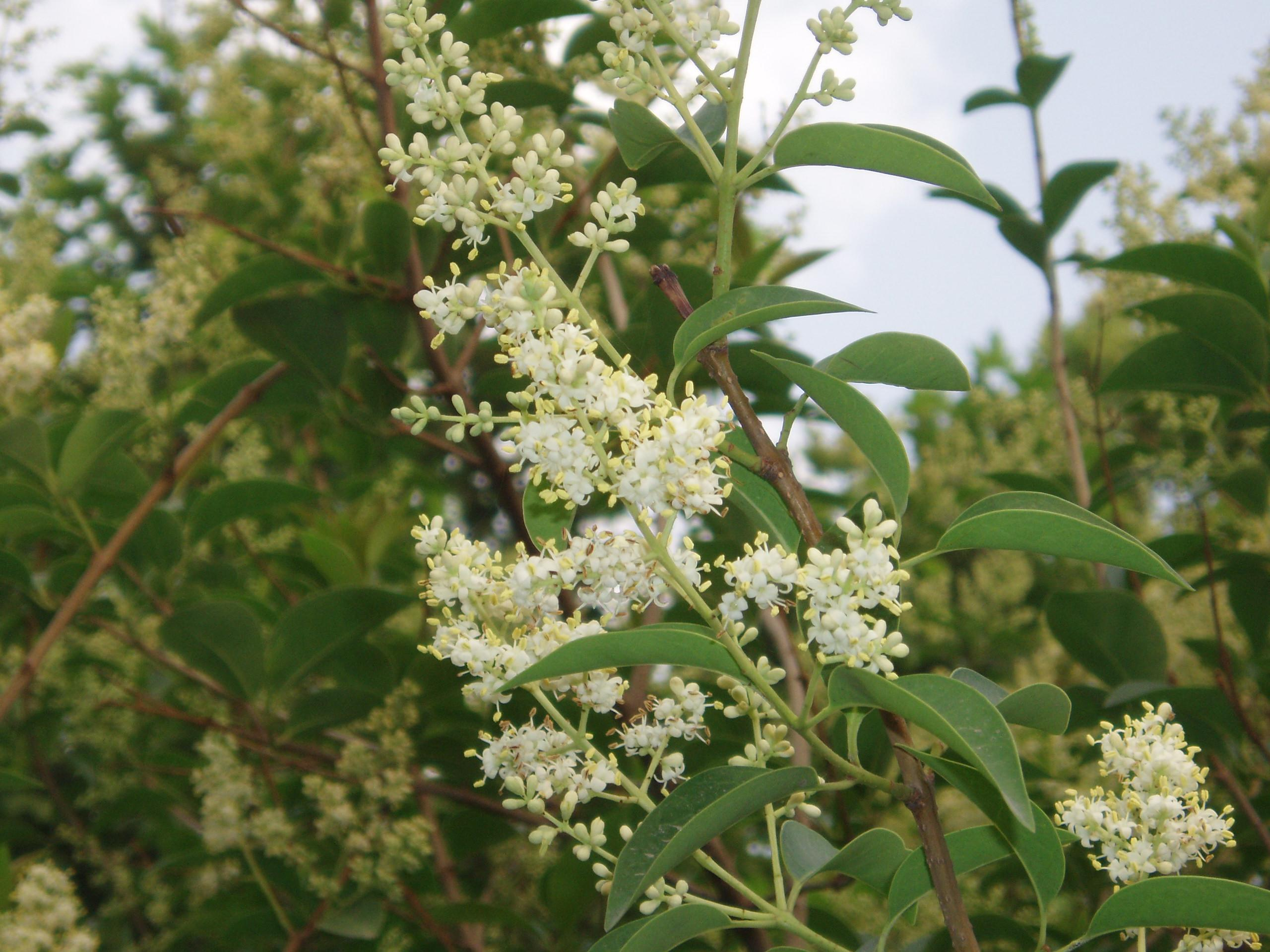
Ligustrum lucidum flors
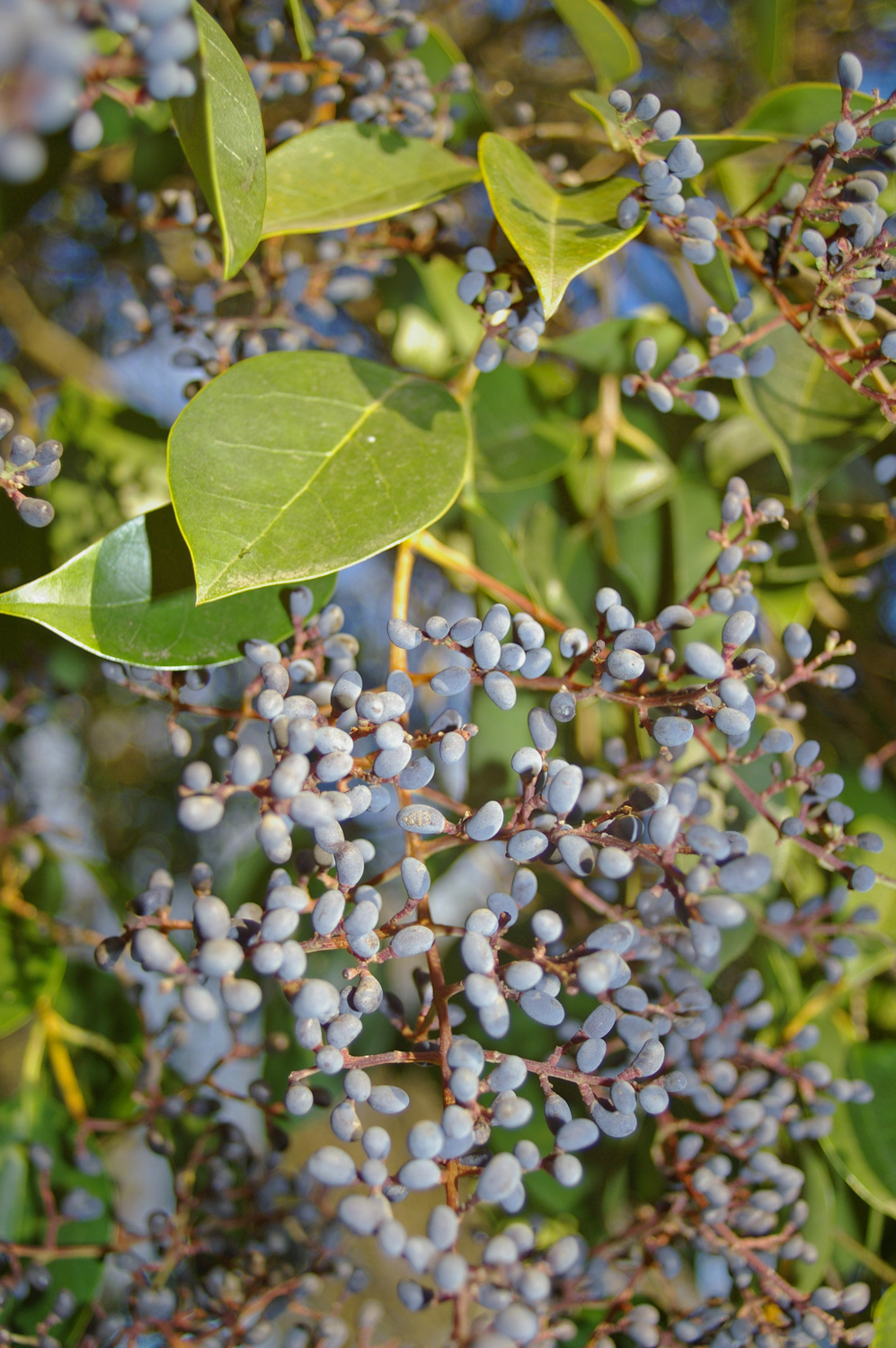
Ligustrum lucidum fruits